# Edward Foulkes
Edward Shoji Foulkes (Japans: エドワード 昌司 ファウルクス, Foulkes S. Edward) (Naha, 24 februari 1990) is een Japanse darter. 

## Carrière
Foulkes, die een vader heeft uit Wales, won in oktober 2020 het in Kobe gehouden kwalificatietoernooi voor het aanstaande WK. Daarvoor versloeg hij Seigo Asada in de halve finale en Akihito Morita in de finale.
Op het PDC World Darts Championship 2021 wist Foulkes vervolgens in de eerste ronde te winnen van de Belg Mike De Decker met een uitslag van 3-0. In de ronde daarop bleek de Noord-Ier Brendan Dolan een maatje te groot.
In 2022 nam Foulkes deel aan de Asian Tour van de Professional Darts Corporation, waarmee hij zich wist te kwalificeren voor het Asian Championship. In de groepsfase daarvan versloeg hij de Chinees Zhiwei Lin, waarna landgenoot Jun Matsuda voorkwam dat Foulkes doorstroomde naar de knock-outfase van het toernooi.

## Resultaten op Wereldkampioenschappen

### PDC
- 2021: Laatste 64 (verloren van Brendan Dolan met 1-3)